# Tachymarptis
Tachymarptis är ett släkte i familjen seglare inom ordningen seglar- och kolibrifåglar. Släktet beskrev 1922 av Austin Roberts och omfattar två arter som förekommer från södra Europa till Indien samt i Afrika:
- Alpseglare (T. melba)
- Vattrad seglare (T. aequatorialis)

Släktet inkluderades tidigare ofta i Apus. Skillnaden mellan dessa båda släkten är att Tachymarptis bland annat har andra fjäderlöss, att ungarna har en annan fotstruktur, att de är större och har en vitare undersida.